# Амины
| Первичный амин | Вторичный амин | Третичный амин |
| -------------- | -------------- | -------------- |
|                |                |                |

Ами́ны — органические соединения, являющиеся производными аммиака, в молекуле которого один, два или три атома водорода замещены на углеводородные радикалы. По числу замещённых атомов водорода различают соответственно первичные (замещён один атом водорода), вторичные (замещены два атома из трёх) и третичные амины (замещены все три атома). Выделяют также четвертичные аммониевые соединения вида R4N+X-.
По характеру органической группы, связанной с азотом, различают алифатические, ароматические и жирно-ароматические (содержат ароматический и алифатический радикалы) амины. Ароматические амины называют анилинами. По числу NH2-групп в молекуле амины делят на моноамины, диамины, триамины либо полиамины.

## Номенклатура
Рекомендации ИЮПАК предписывают следующие правила для составления названий аминов. В случае первичных аминов пользуются одним из трёх способов: (1) добавляют суффикс «-амин» к названию родоначального углеводорода (предпочтительно); (2) добавляют название заместителя к корню «азан» или (3) добавляют название заместителя к корню «амин». Например:
(1) CH3NH2 — метанамин;
(2) CH3NH2 — метилазан;
(3) CH3NH2 — метиламин.
Для вторичных и третичных аминов используются похожие рекомендации: (1) составить заместительное название с суффиксом «-амин» и указать остальные заместители при атоме азота (предпочтительно); (2) указать заместители в алфавитном порядке в виде приставок к корню «азан» или (3) указать заместители в алфавитном порядке в виде приставок к корню «амин». Например:
(1) (CH3CH2)2NCH2CH3 — N,N-диэтилэтанамин;
(2) (CH3CH2)2NCH2CH3 — триэтилазан;
(3) (CH3CH2)2NCH2CH3 — триэтиламин.
В более сложных структурах, где аминогруппа не является старшей, она обозначается в виде префикса «амино-» (H2NCH2CH2COOH — 3-аминопропановая кислота). Если эта аминогруппа дополнительно замещена, название заместителя помещают перед ней в виде приставки ((CH3NH)2CHCH2CH2COOH — 4,4-бис(метиламино)бутановая кислота).
Диамины, триамины и т. д. называют, добавляя перед суффиксом «-амин» множащие приставки «ди-», «три-», «тетра-» и т. д. (H2NCH2CH2NH2 — этандиамин-1,2, этилендиамин).
Многие ароматические амины сохраняют тривиальные названия: анилин PhNH2, толуидины CH3C6H4NH2, анизидины CH3OC6H4NH2.

## Физические свойства и строение

### Физические свойства аминов
Низшие амины — метиламин, диметиламин, триметиламин и этиламин — при комнатной температуре являются газами. Высшие амины до 12 атомов углерода являются жидкостями. Амины с более длинными заместителями являются твёрдыми веществами.
Низшие амины смешиваются с водой. Трибутиламин смешивается с водой частично.
Амины имеют характерный рыбный запах, который можно почувствовать при концентрации амина 0,1 м. д.

### Строение аминогруппы
Аминогруппа имеет пирамидальное строение: пирамиду образуют три заместителя атома азота, а в четвёртой вершине тетраэдра находится неподелённая электронная пара. Длина связи N–H в метиламине равна 1,011 Å, а длина связи C–N составляет 1,474 Å. Угол H–N–H равен 105,9°, а угол C–N–H равен 112,9°.

### Инверсия атома азота

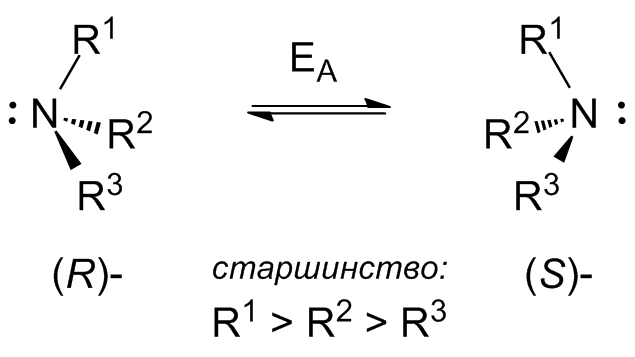
Инверсия атома азота

Имея тетраэдрическое строение, sp3-гибридный атом азота в аминах постоянно претерпевает инверсию через sp2-гибридное состояние. Энергетический барьер для инверсии у алкиламинов составляет 16-40 кДж/моль. При комнатной температуре скорость инверсии оставляет 103−105 Гц. Это приводит к тому, что если амин имеет три разных заместителя при атоме азота, теоретически для него можно изобразить энантиомерные структуры, однако на практике их выделить нельзя, потому что из-за инверсии они быстро превращаются друг в друга. Исключением является основание Трёгера, в котором конфигурация атомов азота закреплена и которое существует в виде двух стереоизомеров. Также стереохимически стабильны четвертичные аммониевые соли.

### Спектральные характеристики
ИК-спектры аминов характеризуются наличием полос, соответствующих колебаниями связей N-H. У первичных аминов эти колебания проявляются в виде двух полос в области 3400-3380 см−1 и 3340-3320 см−1 (полосы соответствуют симметричным и антисимметричным колебаниям N-H). У вторичных аминов есть только одна полоса в области 3360-3310 см−1. Третичные амины не имеют полос поглощения в этой области. Ароматические амины имеют соответственно то же число полос в области 3500-3300 см−1.
Алифатические амины не поглощают в видимой и ультрафиолетовой области спектра. Ароматические амины имеют две полосы поглощения, соответствующие π→π*-переходам.

## Получение

### Из спиртов
Стандартным промышленным способом получения низших аминов является реакция соответствующего спирта с аммиаком над подходящим катализатором. Поскольку получаемый первичный амин может также реагировать со спиртом, продуктом всегда является смесь первичного, вторичного и третичного амина. Кроме того, образование вторичного и третичного амина является экзотермическим, а поэтому выгодным. Состав продуктов можно контролировать соотношением реагентов, температурой и продолжительностью синтеза.
{\displaystyle {\mathsf {NH_{3}+RCH_{2}OH\rightarrow RCH_{2}NH_{2}+H_{2}O}}}
{\displaystyle {\mathsf {RCH_{2}NH_{2}+RCH_{2}OH\rightarrow (RCH_{2})_{2}NH+H_{2}O}}}
{\displaystyle {\mathsf {(RCH_{2})_{2}NH+RCH_{2}OH\rightarrow (RCH_{2})_{3}N+H_{2}O}}}
Аммиак, спирт и водород пропускают над катализаторами на основе никеля, кобальта, меди, железа, реже — платины и палладия. В качестве подложки применяются оксид алюминия, оксид кремния и оксид циркония. Условия проведения реакции: 0,5–25 МПа, 100–250 °С (в зависимости от катализатора). Считается, что процесс протекает в три стадии:
- дегидрирование спирта до альдегида;
- реакция карбонильного соединения и амина с образованием имина;
- гидрирование имина до амина[7].

Чтобы сдвинуть равновесие в сторону первичных аминов, используют двойной избыток аммиака. Согласно уравнению реакции, дополнительный водород в ней не требуется, однако в его отсутствие происходит образование побочных продуктов: иминов, енаминов и нитрилов. Наличие водорода также способствует активности катализатора.

### Из карбонильных соединений
По аналогии с предыдущим способом, амины получают по реакции аммиака с карбонильными соединениями. В этом случае продукт необходимо прогидрировать, поэтому водород расходуется в стехиометрическом количестве. Катализаторы используются те же, что и в синтезе аминов из спиртов.
{\displaystyle {\mathsf {R_{2}CO+NH_{3}\rightarrow R_{2}C=NH\rightarrow R_{2}CHNH_{2}}}}

### Из нитрилов
Нитрилы в промышленности каталитически гидрируют до соответствующих первичных аминов. В качестве катализаторов используют благородные металлы (палладий, платину, родий), никель, кобальт, а также железо. Благородные металлы позволяют провести реакцию в мягких условиях: 20—100 °С, 0,1–0,5 МПа, а никелевые и кобальтовые катализаторы требуют температуры до 180 °С и давления в 25 МПа.
{\displaystyle {\mathsf {RCN+2H_{2}\rightarrow RCH_{2}NH_{2}}}}

### Из Галогенпроизводных
По реакции Делепина (через гексамин)
Синтез по Габриэлю

### Другие промышленные методы
Традиционный препаративный подход, основанный на реакции алкилгалогенидов и аммиака или аминов с образованием аммониевых солей, не нашёл широкого применения в промышленности. В настоящее время так получают лишь этилендиамин, гомологичные ему полиамины, аллиламин и некоторые малотоннажные лекарственные препараты. Проблемой в данном подходе является отсутствие дешёвого сырья, коррозия, а также проблемы с качеством продуктов.
Восстановление нитросоединений используется редко, поскольку исходные нитроалканы не очень широко доступны. По состоянию на 2015 год этот метод применяется для синтеза 2-амино-2-метилпропанола-1. Первичные ароматические амины получаются по этому методу хорошо: наиболее часто для их получения ароматические нитросоединения гидрируют водородом в жидкой или газовой фазе в присутствии никеля, платины или палладия. Также применяют железо или цинк и сульфиды щелочных металлов.
Амины с третичным углеводородным заместителем, например, трет-бутиламин весьма трудно получить обычными методами. Их синтезируют по реакции Риттера, присоединяя циановодород к алкену в присутствии концентрированной серной кислоты. Процесс проводят при 30—60 °С, а получаемый полупродукт гидролизуют при 100 °С. Применение реакции Риттера весьма ограниченно из-за использования токсичного циановодорода, а также из-за образования существенного количества побочных солей (3,3 кг на 1 кг трет-бутиламина), которые необходимо утилизировать.

### Лабораторные методы
В лабораторных условиях амины получают разнообразными методами: синтезом по Габриэлю, восстановлением нитрилов водородом, алюмогидридом лития либо дибораном, восстановлением амидов под действием тех же реагентов, восстановлением азидов, оксимов и нитросоединений.
Первичные и вторичные амины удобно получать по реакции восстановительного аминирования. Для синтеза первичных аминов в реакцию вводят карбонильное соединение и аммиак, а для синтеза вторичных аминов — карбонильное соединение и первичный амин. Полученное основание Шиффа затем восстанавливают водородом, боргидридом натрия или цианоборгидридом натрия.
Кроме того, первичные амины можно получить из карбоновых кислот при помощи перегруппировок Гофмана, Шмидта и Курциуса.
Одним из лабораторных способов является реакция аминов и аммиака с галогеналканами:
{\displaystyle {\mathsf {RX+2R'NH_{2}\rightarrow RR'NH+RR'NH_{2}^{+}X^{-}}}}
Такие реакции, которые наиболее полезны для алкалоидов и бромидов, редко используются, поскольку степень алкилирования трудно контролировать. Селективность может быть улучшена с помощью реакции Делепина, хотя это редко используется в промышленном масштабе.

### Прямое электрофильное аминирование
Получение ароматических аминов прямым электрофильным аминированием ароматических углеводородов долгое время считалась неосуществимым. В 2019 году российские ученые из Томского политехнического университета показали возможность прямого аминирования аренов гидразойной кислотой по классическому механизму SEAr, с участием катиона аминодиазония H2N3+.

## Химические свойства

### Основные свойства
Амины, являясь производными аммиака, имеют сходное с ним строение и проявляют подобные ему свойства. Атом азота содержит неподелённую электронную пару и выступает как основание Льюиса. Амины являются более сильными основаниями, чем вода, поэтому они также проявляют свойства оснований Брёнстеда — Лоури. Численно основные свойства аминов выражаются константой основности Kb либо pKb.
{\displaystyle {\mathsf {RNH_{2}+H_{2}O}}\rightleftharpoons {\mathsf {RNH_{3}^{+}+OH^{-}}}}
{\displaystyle K_{b}={\frac {[{\mathsf {RNH_{3}^{+}}}]\cdot [{\mathsf {OH^{-}}}]}{[{\mathsf {RNH_{2}}}]}}}
{\displaystyle \ \mathrm {p} K_{b}=-\lg K_{b}}
Амины являются более сильными основаниями, чем аммиак, за счёт донорного влияния алкильных групп. Однако из всех аминов наиболее сильными основаниями являются вторичные амины. Третичные амины проигрывают им в основности, что связано с пространственными препятствиями для переноса к ним протона и последующей сольватации образовавшегося аммониевого катиона. В газовой фазе, где эффекты сольватации отсутствуют, основность аминов предсказуемо уменьшается в следующем ряду: третичные > вторичные > первичные > аммиак..
Однако в водных растворах эта закономерность искажается, наличие третьего заместителя создаёт пространственное затруднение как для присоединения протона, так и для сольватации образовавшегося катиона молекулами растворителя.
Ароматические амины являются более слабыми основаниями, что связывают с делокализацией неподелённой пары атома азота по ароматическому ядру.
| название         | формула      | pKb   | pKa(BH+) | pKa  |
| ---------------- | ------------ | ----- | -------- | ---- |
| диэтиламин       | Et2NH        | 3.06  | 10.94    |      |
| триэтиламин      | Et3N         | 3.25  | 10.75    |      |
| диметиламин      | (CH3)2NH     | 3.27  | 10.73    |      |
| метиламин        | (CH3)NH2     | 3.36  | 10.64    |      |
| этиламин         | EtNH2        | 3.37  | 10.63    |      |
| триметиламин     | (CH3)3N      | 4.19  | 9.81     |      |
| аммиак           | NH3          | 4.79  | 9.21     | ~33  |
| 4-метоксиланилин |              | 8.66  | 5.34     |      |
| 4-метиланилин    |              | 8.90  | 5.10     | 8.83 |
| анилин           |              | 9.38  | 4.62     |      |
| 4-хлоранилин     |              | 10.02 | 3.98     |      |
| 4-нитроанилин    | 4-NO2C6H4NH2 | 13    | 1.0      |      |

| соединение | Алкиламины  | NH3  | Ариламины |
| ---------- | ----------- | ---- | --------- |
| pKa(BH+)   | 10.6 - 11.2 | 9.26 | 4.6 - 5.1 |

Амины являются очень слабыми кислотами: pKa для них составляет порядка 35-40. Соответственно, анионы, получаемые из аминов, являются очень сильными основаниями, что находит применение в органическом синтезе (см. LDA).

### Алкилирование аминов
Амины реагируют с алкилгалогенидами по механизму нуклеофильного замещения с образованием более замещённых аминов. Реакция протекает в диполярных апротонных растворителях (ДМФА, ацетонитриле).
{\displaystyle {\mathsf {RNH_{2}+R'Cl\rightarrow RR'NH_{2}^{+}Cl^{-}}}}

### Ацилирование аминов
Первичные и вторичные амины вступают в реакции ацилирования с галогенангидридами, ангидридами карбоновых кислот, сложными эфирами. Ацилирующие реагенты можно расположить в ряд активности: RCOR < RCONR2 < RCOOR < (RCO)2O < RCOHal < RCOBF4. Также скорость реакции зависит от нуклеофильности амина, которую условно можно связать с основностью амина: алкиламины > ариламины > амиды. Внутримолекулярное ацилирование происходит легче, чем межмолекулярное.
В реакции с хлорангидридами происходит выделение хлороводорода, поэтому в реакцию необходимо брать двойное количество амина, чтобы второй эквивалент связал этот хлороводород. Образующаяся аммониевая соль выпадает в осадок и фильтруется. Как следствие, максимальный выход амида из амина составляет 50 %. Как вариант, можно использовать другие органические и неорганические основания, чтобы повысить выход. Например, в реакции Шоттена — Баумана используется гидроксид натрия или гидроксид калия. Из органических оснований применяются пиридин, диметиланилин, триэтиламин и др.

### Реакция с альдегидами и кетонами
При реакции с альдегидами и кетонами первичные амины образуют имины (основания Шиффа), а вторичные амины дают енамины.
{\displaystyle {\mathsf {RCHO+R'NH_{2}\rightarrow RCH=NR'+H_{2}O}}}

### Реакция с азотистой кислотой
Реакция с азотистой кислотой является качественной для идентификации первичных, вторичных и третичных аминов. Первичные алифатические амины диазотируются азотистой кислотой с образованием солей алкилдиазония. Эти соли даже в мягких условиях разлагаются с выделением газообразного азота и образованием карбокатиона, который может превратиться в алкен, спирт или другое устойчивое соединение. Иногда эту реакцию используют для расширения цикла, как, например, в перегруппировке Демьянова.
В отличие от алифатических, первичные ароматические амины при диазотировании образуют устойчивые соли арендиазония, которые способны вступать в реакции замещения молекулы азота на нуклеофил либо в реакции азосочетания.
Вторичные амины (алифатические и ароматические) при действии азотистой кислоты нитрозируются по атому азота, давая жёлтые N-нитрозоамины.
Алифатические третичные амины дают смесь соли амина и N-нитрозоаммонийной соли, а ароматические третичные амины нитрозируются в пара-положение.

### Реакция с сульфонилгалогенидами
Реакция аминов с бензолсульфонилхлоридом либо пара-толуолсульфонилхлоридом также является качественной реакцией на первичные, вторичные и третичные амины и называется тестом Хинсберга. В этой реакции смешивают амин и сульфогалогенид и встряхивают их с водным раствором гидроксида натрия, а через 10-15 мин подкисляют полученный раствор. Первичные амины на первой стадии дают сульфамид RNHSO2Ar, который в щёлочи растворяется благодаря наличию кислого атома водорода при атоме азота. При добавлении кислоты он выпадает в осадок.
Вторичные амины также дают сульфамид, однако он не содержит кислого атома водорода и не растворяется в щёлочи. При подкислении смеси в данном случае ничего не происходит.
Третичные амины не вступают в эту реакцию, а сульфонилгалогенид в щелочной среде гидролизуется до соли сульфокислоты. При подкислении третичный амин растворяется, переходя в солевую форму.

### Галогенирование аминов
Под действием гипохлоритов первичные и вторичные амины галогенируются по атому азота.

### Окисление аминов
Амины легко вступают в реакции окисления, причём легче всего это делают третичные амины. Препаративными реагентами для этого превращения являются раствор пероксида водорода и органические надкислоты. Образующиеся N-оксиды третичных аминов бывают хиральными и могут быть разделены на энантиомеры. При обработке восстановителями, например трифенилфосфином, они снова превращаются в амины.
Первичные амины могут окисляться до нитросоединений. В качестве окислителя в этой реакци используют трифторнадуксусную кислоту.

### Реакции ароматических аминов
Ароматические амины (анилины) вступают в типичные реакции ароматического электрофильного замещения. Поскольку аминогруппа является активирующим заместителем, эти реакции протекают очень активно даже под действием мягких реагентов.
Так, галогенирование анилинов не требует использования кислоты Льюиса. Реакцию нельзя остановить на стадии моно- и дигалогенирования: например, при бромировании образуется сразу 2,4,6-триброманилин. Если необходимо ввести только один атом галогена, аминогруппу ацилируют, уменьшая её активирующее влияние.
В стандартных условиях нитрования ароматических соединений амины быстро окисляются, поэтому нитруют их ацильные производные. Третичные амины можно нитровать азотной кислотой в уксусной кислоте. Сульфируют анилины "методом запекания": сначала смешивают амин с серной кислотой, получая соль, которую далее в сухом виде нагревают при 180-200 °С. В промышленности так получают сульфаниловую кислоту.

### Защитные группы для аминов
В органическом синтезе применяется большое разнообразие защитных групп для аминов. Наибольшую популярность получили группы Cbz (бензилоксикарбонильная) и Boc (трет-бутоксикарбонильная). Бензилоксикарбонильную группу вводят обработкой амина бензиловым эфиром хлоругольной кислоты PhCH2OCOCl в присутствии основания. Удалить её можно гидрогенолизом либо бромоводородом в уксусной кислоте. Группа Boc вводится с помощью ди-трет-бутилдикарбоната, а удаляется при обработке кислотой.

## Методы определения
Для идентификации аминов используют несколько качественных реакций. Первичные амины нагревают с хлороформом в присутствии щёлочи: при этом они превращаются в изонитрилы и дают неприятный запах. Вторичные амины обрабатывают азотистой кислотой, а полученный осадок сплавляют с фенолом и подкисляют, наблюдая зелёное окрашивание.
Количественное определение проводят методом Кьельдаля, методом Ван Слайка, бромометрией, кислотно-основным титрованием и хроматографией. Первичные амины также превращают в азосоединения или основания Шиффа, а затем анализируют фотометрически.

## Вредное воздействие
Алифатические амины оказывают негативное действие на нервную систему и сосуды, нарушают проницаемость клеточных мембран, работу печени и вызывают развитие дистрофии. Ароматические амины способствуют выработке метгемоглобина; некоторые из них канцерогенны.

## Мировой рынок
Мировой рынок алкиламинов оценивался в 6,26 млрд долларов США в 2023 году.